# Teteh Bangura
Ibrahim "Teteh" Bangura, född 27 december 1989 i Freetown, är en sierraleonsk fotbollsspelare som senast spelade för svenska GAIS.

## Klubbkarriär

### Kallon FC
Bangura började att spela fotboll i FC Kallon. Han gjorde flest mål i Sierra Leone National Premier League och i Sierra Leone FA Cup säsongen 2006/2007, vilket gjorde att han fick provspela för AC Milan och BK Häcken, dock utan succé. 

### Cleveland City Stars
2009 gick Bangura till Cleveland City Stars som spelar i USL First Division, dock blev han utlånad direkt till Cascade Surge i USL Premier Development League. Där han gjorde ett hat trick i sin debutmatch för laget den 22 maj 2009 i en match mot Spokane Spiders.

### Köping FF
Den 18 juli 2010 meddelade Köping FF att Bangura var på provspel i klubben. Provspelet var lyckat och han gjorde debut i klubben i en match mot Eskilstuna City FK, där han gjorde ett mål. Hans första hemmamatch i Köping var mot serieledarna IK Frej, matchen slutade 3–3 och Bangura gjorde alla tre av hemmalagets mål.

### AIK
I augusti 2010 blev det känt att AIK var intresserade av Bangura och ville att han skulle göra ett provspel för dem. Intresset ökade eftersom Mohamed Bangura hade gjort en lyckad start i klubben och då de kände varandra mycket bra. Den 29 september 2010 bekräftade AIK att Bangura hade skrivit på ett treårskontrakt med klubben som startade den 1 januari 2011.

### Bursaspor
Den 8 augusti 2011 skrev Teteh på för Bursaspor i Turkiska ligan, vilket innebär att övergången blev AIK:s största försäljning någonsin. Övergångssumman landade på 24 miljoner kronor. Tetehs facit i AIK blev 18 tävlingsmatcher med 15 mål, varav 17 allsvenska matcher och 15 mål på de 20 första omgångarna. Första säsongen med Bursaspor blev facit: 24 matcher 6 mål. Inför säsongen 2013/14 lånades Bangura ut till Beitar Jerusalem i Israeliska högstaligan. Han gjorde sitt första mål för klubben redan i sin andra match mot Hapoel Raanana men blev även utvisad i samma match. Efter ett misslyckat proffsäventyr i Turkiet och Israel återvände han den 28 januari 2014 till AIK på ett lån som sträckte sig fram till 15 augusti 2014.

### Mjällby AIF
I augusti 2015 värvades Bangura av Mjällby AIF på ett kontrakt säsongen ut.

### GAIS
Den 4 mars 2016 blev Bangura klar för GAIS. GAIS skrev ett avtal som sträcker sig fram till sommaren med en option för GAIS att förlänga kontraktet säsongen ut. I början av juni meddelade GAIS att de inte skulle förlänga avtalet med Bangura .

## Landslagskarriär
Bangura blev uttagen i Sierra Leones landslag i en VM-kvalmatch mot Ekvatorialguinea den 6 september 2008, dock utan speltid. Han spelade elva landskamper för Sierra Leone, i vilka han gjorde fyra mål.